# 少花高原芥
少花高原芥（学名：Christolea stewartii）是为十字花科高原芥属下的一个种。

## 扩展阅读
- 維基物種上的相關：少花高原芥